# ヴラジーミル・コルニーロフ
ヴラジーミル・アレクセーヴィチ・コルニーロフ（Vladimir Alekseevich Korniloff、1806年 - 1854年10月17日）は、ロシア帝国海軍の軍人。最終階級は中将。
クリミア戦争では黒海艦隊司令長官、セヴァストポリ要塞司令官を歴任し、セヴァストポリの包囲戦で戦死した。

## 略歴
トヴェリ県スタリツキー郡出身。父アレクセイ・ミハイロヴィチ・コルニーロフは海軍軍人であり、枢密顧問官、イルクーツク県知事、トボリスク県知事を務めた。兄のアレクサンドル・アレクセーヴィチ・コルニーロフもまた海軍軍人であり、枢密顧問官、上院議員を務めた。
1821年、海軍教練隊に入り、1823年卒業。バルチック艦隊スループ『ミルーヌィ』乗組となる。ギリシャ独立戦争時、戦列艦『アゾフ』乗組としてナヴァリノの海戦に参加。1841年、黒海艦隊戦艦『十二使徒』初代艦長。
1847年、新型蒸気フリゲート購入のためロンドンに赴く。
1849年、黒海艦隊参謀長に就任。司令長官ミハイル・ラザレフの補佐に努める。
1851年、ラザレフの急死を受け、後任の黒海艦隊司令長官兼侍従武官となる。
1853年11月5日、艦隊旗艦『ウラジーミル』（艦長グリゴリー・ブタコフ）に同乗していたところオスマン・エジプト海軍の『パルヴェーズィ・バフリ』と会敵。パルヴェーズィ・バフリの艦載砲数はウラジーミルより多かったものの、艦首と艦尾には搭載しておらず、したがって側面からの砲撃しかできなかった。そこで、ブタコフ艦長は後方の死角を突く作戦に出るが、時間の経過甚だしく、コルニーロフは早急な轟沈を命ずる。そこで今度は至近距離から砲撃を加え、3時間の戦闘の末これを鹵獲。パルヴェーズィ・バフリはセヴァストポリに曳港、接収され、『コルニーロフ』と名付けられた。
1854年、セヴァストポリの包囲戦でセヴァストポリ要塞司令官として港口に自国艦艇を自沈させて閉塞し、艦載砲を揚陸して連合軍に対抗したが、要塞防衛を指揮中、重傷を負い死亡した。